# فرانسیس گبرسکی پایگاه محافظت ملی هوایی
فرانسیس گبرسکی پایگاه محافظت ملی هوایی  (به انگلیسی: Francis S. Gabreski Air National Guard Base) یک فرودگاه است . این فرودگاه در کشور ایالات متحده آمریکا قرار دارد .